# Børge Gissel
Børge Gissel (7 de julho de 1915 — 6 de abril de 2002) foi um ciclista dinamarquês que competia em provas do ciclismo de pista. 
Gissel foi um dos atletas que representou a Dinamarca nos Jogos Olímpicos de 1948, em Londres, onde terminou na quinta posição competindo na prova de perseguição por equipes (4000 m).